# マジック・ツリーハウス
『マジック・ツリーハウス』（英: Magic Tree House）は、アメリカ合衆国の児童文学作家、メアリー・ポープ・オズボーン（en）著、食野雅子訳による児童文学シリーズ。ジャンルとしてはファンタジーやヒストリカル・フィクション（en。史実を基にしたフィクション）にあたる。日本語版はメディアファクトリーより刊行。
イラストはオリジナル版がサルヴァトーレ・マードッカ（en）。一方、日本語版イラストは甘子彩菜で、原書イラストの構図を踏襲しているが絵柄は異なり、作者のオズボーンは「日本のマンガのキャラクターみたい」と評している。

## 概要
シリーズの主役は、本の虫でまじめで聡明な慎重派の兄のジャックと、冒険好きで興奮ぎみの空想好きな行動派の妹アニー。題名の『マジック・ツリーハウス』は、二人が魔法のツリーハウスを使って時空旅行をすることに由来する。この魔法のツリーハウスの持ち主は、アーサー王の姉で、魔法のツリーハウスを使って時空を越え、あらゆる場所を訪れて本を集める司書のモーガン・ルー・フェイである。
マジック・ツリーハウスは大きく分けて3種類ある。最初の28巻（和訳では14巻）から成るシリーズ（マジック・ツリーハウス・シリーズ）では、魔法をかけられたモーガンを救うために4つの鍵を探す、マスターライブラリアンになるために4つのなぞなぞを解く、4つの失われた物語を探すといった使命をモーガンから与えられたジャックとアニーが、数々の冒険へ旅立つ。このシリーズの原題はすべて時間（季節、曜日など）に関係したタイトルとなっている。
著者オズボーンは29巻（和訳では15巻）より、年取った大魔法使いマーリンの依頼を受けてジャックとアニーが探索の旅をするというマーリン・ミッション・シリーズを開始している。第2シリーズは前シリーズより話が長くなっており（最長は日本未出版の39巻の128ページ）、史実ではないキャメロットなどファンタジーの世界が舞台になっている話もある。30巻からテディが、31巻からキャスリーンがジャック達の仲間になった。また、30巻ではアニーに自分の言葉で動物と会話する能力があることが明かされる。
原書のフィクション・シリーズ（上記2シリーズ）は40冊まで出版予定日が決定しており、2008年3月26日現在39巻まで、日本語訳は22巻（原書36巻分）まで出版済みである。ストーリーは一話完結であるが、4話ごとのミニシリーズ構成になっている。原題では、テーマが時空に関連する、韻を踏む、アルファベットの文字を揃えるなどシリーズすべてのタイトルに統一感がある。
英語版の公式ウェブサイトからは、マジック・ツリーハウス・パスポートがダウンロードできる。読んだ本の内容に関する質問3つに正解するとその本のスタンプをダウンロードしてパスポートに貼ることができる。
日本語版においては、1～28話は（原書が1話1冊であるのに対し）1巻に2話ずつ収録され、14巻構成となっている。15巻以降は原書と同じく、1話で1冊構成となっている。そのため日本語版と英語版で巻数が一致していない。また日本語版では、カバー袖部分に各エピソードの舞台に応じたジャックとアニーの着せ替え人形（甘子彩菜イラストによる）が付いている。
本編であるフィクション・シリーズのほか、物語の舞台となった歴史や文化などの発展学習教材として、ノンフィクションのマジック・ツリーハウス・リサーチガイドが出版されている。リサーチガイドは、オズボーンが夫ウィル・オズボーンと妹ナタリー・ポープ・ボイスと共同で執筆している。2008年3月26日現在、リサーチガイドは出版予定日が決定している18巻のうち17巻までが刊行済みである。日本語版はマジック・ツリーハウス　探険ガイドというタイトルで2011年12月に1巻が刊行された。
シリーズ累計の発行部数は全世界1億5000万部以上、アメリカで4900万部以上、日本で550万部以上。
2010年、アニメ映画化が発表。2012年1月7日ロードショー。（詳細はアニメ映画）の節を参照。

## 来日インタビュー
オズボーンは2007年11月に来日し、マジック・ツリーハウスを40巻まで書いたがあと40巻ほど書く予定でシリーズはまだ続くと答えた。また登場人物に関する回答によれば、ジャックは小学1年の時から眼鏡をかけており、本をよく読むので学校の成績が良い。好きな国は日本で、科学や歴史が学べる本が好きだという。妹のアニーは図工と国語が好きで、将来は絶滅の危機にある動物に関連した仕事に就きたがっているという。

## マジック・ツリーハウス・シリーズ
太字の題名は和訳本のタイトル
| 和訳 | 出版日         | 題名                   | 原書 | 原題                            | 出版日         | あらすじ                                                                                   |
| ---- | -------------- | ---------------------- | ---- | ------------------------------- | -------------- | ------------------------------------------------------------------------------------------ |
| 1    | 2002年3月29日  | 恐竜の谷の大冒険       | 1    | Dinosaurs Before Dark           | 1992年7月28日  | ジャックとアニーはツリーハウスをみつけ、魔法の本を使って白亜紀に旅し恐竜に遭遇する。       |
| 1    | 2002年3月29日  | 黒い馬の騎士           | 2    | The Knight at Dawn              | 1993年2月16日  | 中世のイギリスでジャックとアニーは城を探検し、勇敢な騎士に会う。                           |
| 2    | 2002年3月29日  | 女王フュテピのなぞ     | 3    | Mummies in the Morning          | 1993年8月24日  | 古代エジプトで、ジャックとアニーは女王フュテピが『死者の書』を探すのを手伝う。             |
| 2    | 2002年3月29日  | 海賊の秘宝をさがせ     | 4    | Pirates Past Noon               | 1994年3月8日   | ジャックとアニーはインド洋で海賊に遭遇する。                                               |
| 3    | 2002年6月7日   | 闇に消えた忍者         | 5    | Night of the Ninjas             | 1995年3月21日  | 戦国時代の日本で二人は忍者と侍に遭遇する。魔法にかけられたモーガンのシリーズ第1話。        |
| 3    | 2002年6月7日   | アマゾン大脱出         | 6    | Afternoon on the Amazon         | 1995年8月29日  | ジャックとアニーはモーガンのためにアマゾン熱帯雨林を探検する。モーガンのシリーズ第2話。    |
| 4    | 2002年7月5日   | マンモスとなぞの原始人 | 7    | Sunset of the Sabertooth        | 1996年4月14日  | 氷河期で二人は3つ目の鍵を探すうち、クロマニョン人などに遭遇する。モーガンのシリーズ第3話。 |
| 4    | 2002年7月5日   | 月の世界へ！           | 8    | Midnight on the Moon            | 1996年10月29日 | 40年先の未来、ジャックとアニーは4つ目の鍵を探しに月へ向かう。モーガンのシリーズ第4話。     |
| 5    | 2002年11月29日 | SOS! 海底探険          | 9    | Dolphins at Daybreak            | 1997年4月29日  | ハンドウイルカ の兄弟とともに太平洋を舞台にした冒険物語。4つのなぞなぞシリーズ第１話。     |
| 5    | 2002年11月29日 | ゴーストタウンの亡霊   | 10   | Ghost Town at Sundown           | 1997年9月16日  | アメリカの西部開拓時代を舞台とする物語。なぞなぞシリーズ第2話。                            |
| 6    | 2003年2月28日  | サバンナ決死の横断     | 11   | Lions at Lunchtime              | 1998年1月12日  | ライオンとともにアフリカのサバンナを舞台にした作品。なぞなぞシリーズ第3話。                |
| 6    | 2003年2月28日  | オーロラと北極ぐま     | 12   | Polar Bears Past Bedtime        | 1998年1月12日  | シロクマとともに北極を舞台にした物語。なぞなぞシリーズ第4話。                              |
| 7    | 2003年4月18日  | ポンペイ最後の日       | 13   | Vacation Under The Volcano      | 1998年3月24日  | 二人はベスビオ火山の噴火前夜のポンペイを訪れる。失われた書物シリーズの第1話。              |
| 7    | 2003年4月18日  | 始皇帝から禁書を救え!  | 14   | Day of the Dragon King          | 1998年4月20日  | ジャックとアニーは2000年前の中国を訪れる。失われた書物シリーズの第2話。                    |
| 8    | 2003年7月4日   | 北欧の海賊バイキング   | 15   | Viking Ships at Sunrise         | 1998年8月11日  | 中世のアイルランドでジャックとアニーはバイキング達に遭遇する。失われた書物シリーズ第3話。  |
| 8    | 2003年7月4日   | 古代オリンピックの奇跡 | 16   | Hour of the Olympics            | 1998年10月20日 | 二人は古代オリンピック第1回が行われる古代ギリシャへ。失われた書物シリーズ第4話。           |
| 9    | 2003年11月14日 | タイタニック号の悲劇   | 17   | Tonight on the Titanic          | 1999年3月23日  | ジャックとアニーは1912年、初航海中のタイタニック号を訪れる。謎の犬テディシリーズ第1話。    |
| 9    | 2003年11月14日 | バッファロー大暴走     | 18   | Buffalo Before Breakfast        | 1999年5月18日  | 西部開拓時代に二人はグレートプレーンズでラコタ族の少年に会う。謎の犬シリーズ第2話。        |
| 10   | 2004年2月27日  | ジャングルの掟         | 19   | Tigers at Twilight              | 1999年8月17日  | ジャックとアニーは昔のインドのジャングルを探検する。謎の犬シリーズ第3話。                  |
| 10   | 2004年2月27日  | カンガルー救出作戦     | 20   | Dingoes at Dinnertime           | 2000年3月14日  | 昔のオーストラリアを舞台にした作品。謎の犬シリーズ第4話。                                  |
| 11   | 2004年6月18日  | 戦場にひびく歌声       | 21   | Civil War on Sunday             | 2000年5月23日  | アメリカの南北戦争でジャックとアニーはクララ・バートンに出会う。アメリカ史シリーズ第1話。  |
| 11   | 2004年6月18日  | 託された手紙           | 22   | Revolutionary War on Wednesday  | 2000年9月26日  | ジャックとアニーはジョージ・ワシントンと共にデラウェア川を渡る。アメリカ史シリーズ第2話。  |
| 12   | 2004年11月19日 | せまり来る大竜巻       | 23   | Twister on Tuesday              | 2001年3月27日  | 二人は1870年代の中西部のプレーリーで開拓者達に会う。アメリカ史シリーズ第3話。              |
| 12   | 2004年11月19日 | 夜明けの巨大地震       | 24   | Earthquake in the Early Morning | 2001年7月24日  | 1906年、ジャックとアニーはサンフランシスコ地震を体験する。アメリカ史シリーズ第4話。        |
| 13   | 2005年2月18日  | シェークスピアの魔法   | 25   | Stage Fright on a Summer Night  | 2002年3月12日  | エリザベス朝時代のイギリスで、二人はシェイクスピアに会う。特別な魔法シリーズ第1話。        |
| 13   | 2005年2月18日  | 愛と友情のゴリラ       | 26   | Good Morning Gorillas           | 2002年7月23日  | コンゴの熱帯雨林でジャックとアニーはゴリラに出会う。特別な魔法シリーズ第2話。              |
| 14   | 2005年6月17日  | はじめての感謝祭       | 27   | Thanksgiving on Thursday        | 2002年9月24日  | 1621年のプリマスで、ピルグリムやワンパノアグ族と最初の感謝祭。特別な魔法シリーズ第3話。    |
| 14   | 2005年6月17日  | ハワイ、伝説の大津波   | 28   | High Tide in Hawaii             | 2003年3月25日  | ジャックとアニーは昔のハワイを訪れ、津波にさらわれそうになる。特別な魔法シリーズ第4話。    |

## マーリン・ミッション・シリーズ
15巻（原書29巻）『ドラゴンと魔法の水』は、12巻第2話（原書24巻）『夜明けの巨大地震』と13巻第1話（原書25巻）『シェークスピアの魔法』の間に入るスペシャル版として執筆されたが、14巻第2話（原書28巻）の続きとして出版された。話の順序としても12巻第2話（原書24巻）と13巻第1話（原書25巻）に入る物語である。
赤字は出版予定日
| 和訳 | 出版日         | 題名                   | 原書 | 原題                            | 出版日         | あらすじ |
| ---- | -------------- | ---------------------- | ---- | ------------------------------- | -------------- | --- |
| 15   | 2005年11月18日 | ドラゴンと魔法の水     | 29   | Christmas in Camelot            | 2001年10月23日 | ジャックとアニーはキャメロットを破壊ではなく永久の忘却から救うために別世界へ旅立つ。                                                                       |
| 16   | 2006年2月17日  | 幽霊城の秘宝           | 30   | Haunted Castle on Hallow's Eve  | 2003年8月26日  | マーリンの使命を受けたジャックとアニーとテディは、公爵の城の呪いを解き秩序を戻す。                                                                         |
| 17   | 2006年6月16日  | 聖剣と海の大蛇         | 31   | Summer of the Sea Serpent       | 2004年3月9日   | マーリンの使命を受けた二人は、キャメロットのために光の剣を取り戻さなければならない。                                                                       |
| 18   | 2006年11月17日 | オオカミと氷の魔法使い | 32   | Winter of the Ice Wizard        | 2004年9月28日  | ジャックとアニーが邪悪な冬の魔法使いの目を取り戻さなければ、マーリンとモーガンの命はない。                                                                 |
| 19   | 2007年2月16日  | ベネチアと金のライオン | 33   | Carnival at Candlelight         | 2005年3月8日   | 二人はイタリアのベニスを洪水から救い、魔法を賢明に使えることをマーリンに証明する。                                                                         |
| 20   | 2007年6月15日  | アラビアの空飛ぶ魔法   | 34   | Season of the Sandstorms        | 2005年6月28日  | ジャックとアニーは大昔のバグダッドのカリフを助ける。賢明さの証明シリーズ第2話。                                                                            |
| 21   | 2007年11月9日  | パリと四人の魔術師     | 35   | Night of the New Magicians      | 2006年3月14日  | 二人は1889年のパリ万国博覧会で4人の魔術師（科学者）を守る。賢明さの証明シリーズ第3話。                                                                     |
| 22   | 2008年2月15日  | ユニコーン奇跡の脱出   | 36   | Blizzard of the Blue Moon       | 2006年9月26日  | 二人は1938年の大恐慌のニューヨークで魔法にかかったユニコーンを助ける。賢明さの証明第4話。                                                                  |
| 23   | 2008年6月20日  | 江戸の大火と伝説の龍   | 37   | Dragon of the Red Dawn          | 2007年2月27日  | ジャックとアニーは幸せの4つの秘密を探しに江戸時代の日本へ行き松尾芭蕉と一日を過ごす。                                                                      |
| 24   | 2008年11月12日 | ダ・ヴィンチ空を飛ぶ   | 38   | Monday with a Mad Genius        | 2007年8月28日  | 二人は、4つの秘密の2番目を探しにイタリアのフィレンツェへ行き、レオナルド・ダビンチを手伝う。                                                               |
| 25   | 2009年2月18日  | 巨大ダコと海の神秘     | 39   | Dark Day in the Deep Sea        | 2008年3月25日  | 二人はマーリンの幸せのために4つの秘密の3番目を求めて離れ島へ。海の怪物を探す者達に会う。                                                                   |
| 26   | 2009年6月17日  | 南極のペンギン王国     | 40   | Eve of the Emperor Penguin      | 2008年9月23日  | 二人はマーリンの幸せのために4つの秘密の4番目を探しに南極へ向かい、ペンギン達と冒険をする。                                                                 |
| 27   | 2009年11月18日 | モーツァルトの魔法の笛 | 41   | Moonlight on the Magic Flute    | 2009年3月10日  | 二人は“世界じゅうの人を幸せにする天才”をさがしにウィーンに行き、6歳のモーツァルトに出会う。                                                                |
| 28   | 2010年6月18日  | 嵐の夜の幽霊海賊       | 42   | A Good Night for Ghost          | 2009年7月28日  | 二人はジャズ発祥の地ニューオーリンズへ。天才少年ルイを助け、音楽の道へもどそうとする。                                                                     |
| 29   | 2010年11月19日 | ふしぎの国の誘拐事件   | 43   | Leprechaun in Late Winter       | 2010年1月12日  | 二人は、妖精を信じないアイルランドの少女オーガスタのまえに、魔法の笛で妖精を呼びだそうとする。                                                             |
| 30   | 2011年6月17日  | ロンドンのゴースト     | 44   | A Ghost Tale for Christmas Time | 2010年9月14日  | 二人は 、作品が書けなくなったロンドンの小説家にふたたびペンをとらせるために、魔法を使ってはげまそうとする。                                                |
| 31   | 2011年11月18日 | インド大帝国の冒険     | 45   | A Crazy Day with Cobras         | 2011年1月11日  | 二人は、石になったペンギンのペニーを助けるために17世紀のムガル帝国へ向かい、呪文をとく宝石をさがす。                                                       |
| 32   | 2012年6月15日  | アルプスの救助犬バリー | 46   | Dogs in the Dead of Night       | 2011年8月9日   | 二人は、石になったペンギンのペニーを助けるためにアルプスへ向かい、そこに咲く白い花をさがす。                                                               |
| 33   | 2012年11月16日 | 大統領の秘密           | 47   | Abe Lincoln At Last             | 2011年12月27日 | 二人は、石になったペンギンのペニーを助けるために、リンカン大統領から鳥の羽をもらうべく19世紀のホワイトハウスへ向かう。                                     |
| 34   | 2013年6月21日  | パンダ救出作戦         | 48   | A Perfect Time For Pandas       | 2012年7月24日  | 二人は、石になったペンギンのペニーを助けるために2008年の中国・四川省へ向かい、大地震によって行方不明になったパンダのランランを探しに山の中へ入っていく。   |
| 35   | 2013年11月15日 | アレクサンダー大王の馬 | 49   | Stallion at Starlight           | 2013年3月26日  | 二人は、偉大さのひみつを探るためにアレクサンダー大王に会いに行くが、大王はまだ12歳のなまいきな王子だった。                                                 |
| 36   | 2014年6月20日  | 世紀のマジック・ショー | 50   | Hurry Up Houdini!               | 2013年7月23日  | 二人は、偉大さのひみつを探るために伝説のマジシャン・フーディーニに会いに行くが、マジック・ショーの開演時間になっても彼は現れなかった。                     |
| 37   | 2014年11月21日 | 砂漠のナイチンゲール   | 51   | High Time for Heroes            | 2014年1月7日   | 二人は、偉大さのヒミツを探るためにナイチンゲールに会いにエジプトへ向かうが、そこで出会った女性は別人と否定する。                                           |
| 38   | 2015年6月19日  | サッカーの神様         | 52   | Soccer on Sunday                | 2014年5月27日  | 二人は、偉大さのヒミツを探るために「サッカーの神様」とされるペレに会いに1970年のワールドカップ決勝戦へ向かい、その先でサッカー好きの少年ロベルトと出会う。 |
| 39   | 2015年11月21日 | 第二次世界大戦の夜     |      |                                 |                | 2人はキャスリンを救うためにナチスに占領されたフランスに飛び降りた                                                                                          |

## 探険ガイド
マジック・ツリーハウスの話は子どもが読書をしながら歴史や文化、自然などについて学べるように書かれている。探険ガイドは、シリーズの話に出てきたことを更に深く掘り下げた発展学習教材として書かれたノンフィクションである。執筆者はオズボーン、オズボーンの夫ウィル、妹ナンシーである。2000年よりスコラスティック社(en)とランダムハウス社(en)から出版が開始された。探険ガイドは17巻以降、物語と同時発売されている。
赤字は出版予定日
| 和訳 | 出版日         | 題名             | 原書 | 原題                                                 | 出版日         | 対応する物語（話数とタイトル） |
| ---- | -------------- | ---------------- | ---- | ---------------------------------------------------- | -------------- | ------------------------------ |
| 1    | 2011年12月29日 | 恐竜の世界       | 01   | Dinosaurs                                            | 2000年8月1日   | 1 恐竜の谷の大冒険             |
|      |                |                  | 02   | Knights and Castles                                  | 2000年8月1日   | 2 黒い馬の騎士                 |
|      |                |                  | 03   | Mummies and Pyramids                                 | 2001年2月27日  | 3 女王フュテピのなぞ           |
| 3    | 2012年8月3日   | 世界の海賊たち   | 04   | Pirates                                              | 2001年5月22日  | 4 海賊の秘宝をさがせ           |
|      |                |                  | 05   | Rainforests                                          | 2001年9月25日  | 6 サバンナ決死の横断           |
|      |                |                  | 06   | Space                                                | 2002年2月26日  | 8 月の世界へ!                  |
| 5    | 2013年2月22日  | タイタニック     | 07   | Titanic                                              | 2002年8月27日  | 17 タイタニック号の悲劇        |
|      |                |                  | 08   | Twisters and Other Terrible Storms                   | 2003年2月25日  | 23 せまり来る大竜巻            |
|      |                |                  | 09   | Dolphins and Sharks                                  | 2003年6月24日  | 9 SOS!海底探険                 |
|      |                |                  | 10   | Ancient Greece and the Olympics                      | 2004年6月8日   | 16 古代オリンピックの奇跡      |
|      |                |                  | 11   | American Revolution                                  | 2004年11月30日 | 22 託された手紙                |
|      |                |                  | 12   | Sabertooths and the Ice Age                          | 2005年2月22日  | 7 マンモスとなぞの原始人       |
|      |                |                  | 13   | Pilgrims                                             | 2005年9月27日  | 27 はじめての感謝祭            |
|      |                |                  | 14   | Ancient Rome and the Pompeii                         | 2006年4月25日  | 13 ポンペイ最後の日            |
|      |                |                  | 15   | Tsunamis and Other Natural Disasters                 | 2007年2月27日  | 28 ハワイ、伝説の大津波        |
|      |                |                  | 16   | Polar Bears and the Arctic                           | 2007年9月25日  | 12 オーロラと北極ぐま          |
|      |                |                  | 17   | Sea Monsters                                         | 2008年3月25日  | 39 巨大ダコと海の神秘          |
|      |                |                  | 18   | Penguins and Antartica                               | 2008年9月23日  | 40 南極のペンギン王国          |
|      |                |                  | 19   | Leonardo da Vinci                                    | 2009年1月13日  | 38 ダ・ヴィンチ空を飛ぶ        |
|      |                |                  | 20   | Ghosts                                               | 2009年7月28日  | 42 嵐の夜の幽霊海賊            |
|      |                |                  | 21   | Leprechauns and Irish Folklore                       | 2010年1月12日  | 43 ふしぎの国の誘拐事件        |
|      |                |                  | 22   | Rags and Riches: Kids in the Time of Charles Dickens | 2010年9月14日  | 44 ロンドンのゴースト          |
|      |                |                  | 23   | Snakes and Other Reptiles                            | 2011年1月11日  | 45 インド大帝国の冒険          |
| 2    | 2012年6月15日  | すばらしき犬たち | 24   | Dog Heroes                                           | 2011年8月9日   | 46 アルプスの救助犬バリー      |
| 4    | 2012年11月16日 | リンカン大統領   | 25   | Abraham Lincoln                                      | 2011年12月27日 | 47 大統領の秘密                |
| 6    | 2013年6月21日  | 地球の動物を守れ | 26   | Pandas and Other Endangered Species                  | 2012年7月24日  | 48 パンダ救出作戦              |
| 7    | 2013年11月15日 | 馬は友だち!      | 27   | Horse Heroes                                         | 2013年3月26日  | 49 アレクサンダー大王の馬      |
| 8    | 2014年6月20日  | マジック入門     | 28   | Magic Tricks                                         | 2013年7月23日  | 50 世紀のマジック・ショー      |
|      |                |                  | 29   | Soccer                                               | 2014年5月27日  | 52 サッカーの神様              |

## アニメ映画
2012年1月7日より、ギャガ配給で全国ロードショーされた、同名児童小説シリーズの長編アニメーション映画。監督は『ザ☆ドラえもんズ』の錦織博。ジャック役の北川景子は声優初挑戦となる。全世界でオファーが殺到していたが、日本版のイラストが原作者に高く評価され映画化が実現した。
小学館より漫画版『ジュニアシネマコミック マジック・ツリーハウス』が発売。作画は険持ちよ。
山梨県を除く全国178スクリーンで公開され、2012年1月7,8日の2日間で興収1億631万8,200円、動員9万3,872人（連休3日間で興収1億6,477万8,700円、動員14万7,306人）になり映画観客動員ランキング（興行通信社調べ）で初登場第3位となった。ファミリー層を中心に集客し、ぴあ初日満足度ランキング（ぴあ映画生活調べ）でも満足度第1位となり、満席となった劇場もあった。

### キャスト
- ジャック - 北川景子[13]
- アニー - 芦田愛菜[13]

魔法のツリーハウスをみつけ、本の世界へと冒険する兄妹。
- ピーナッツ - 折笠富美子

旅に同行するネズミ。
- パパ - 山寺宏一[14]
- ママ - 水樹奈々[14]

ジャックとアニーの両親。
- トレイシー - 下屋則子

ジャックのクラスメイト。
- モーガン - 真矢みき[14]

キャメロットの魔法使いで、4つの魔法のメダルを探してほしいと2人に頼む。
- マーリン - 宝亀克寿

キャメロットの預言者で魔法使い。
- 翼竜ヘンリー

第1の国で2人を助けてくれた翼竜。
- 海賊ボーンズ - 飯塚昭三

第4の国で出会う海賊のキャプテン。
- テディ - 寺崎裕香
- キャスリーン - 春名風花/アイリーン・スティーブンス

### 4つの世界
- 第1の国 恐竜の王国

白亜紀時代。
- 第2の国 中世のお城

約900年前の西洋中世。
- 第3の国 ポンペイの街

ローマ帝国時代のポンペイ。
- 第4の国 海賊船

約300年前のカリブ海。

### スタッフ
- 原作 - メアリー・ポープ・オズボーン
- 製作 - 芳原世幸、依田巽、田村明彦、濱田清三、為森隆、岡村雅裕、町田修一、喜多埜裕明、町田智子、中西一雄
- 企画 - 稲田浩之、小竹里美、川崎由紀夫
- 監督 - 錦織博
- 脚本 - 大河内一楼
- キャラクター原案 - 甘子彩菜
- キャラクターデザイン・総作画監督 - 柳田義明
- 場面設計 - 関根昌之
- 作画監督 - 堀剛史、吉原幸之助、加来哲郎、伊藤秀樹、市来剛、清水洋
- 美術監督 - 水谷利春
- 色彩設計 - 岩沢れい子
- 撮影監督 - 中村圭介
- 編集 - 西山茂
- 音楽 - 千住明
- 主題歌 - 植村花菜「メッセージ」（キングレコード）
- 音楽プロデューサー - 本地代資
- 音響監督 - 三間雅文
- プロデューサー - 原田浩幸、荒川勇人
- エグゼクティブプロデューサー - 永田勝治
- アニメーション制作 - 亜細亜堂
- 制作 - メディアファクトリー、亜細亜堂
- 配給 - ギャガ
- 製作 - 「マジック・ツリーハウス」製作委員会（メディアファクトリー、ギャガ、テレビ東京、テレビ愛知、テレビ大阪、亜細亜堂、電通、朝日新聞社、Yahoo! JAPAN、TSUTAYA）